# Yugoslavia en los Juegos Olímpicos de Tokio 1964
Yugoslavia estuvo representada en los Juegos Olímpicos de Tokio 1964 por un total de 75 deportistas que compitieron en 9 deportes.  
El portador de la bandera en la ceremonia de apertura fue el gimnasta Miroslav Cerar.

## Medallistas
El equipo olímpico yugoslavo obtuvo las siguientes medallas:
| Nombre               | Deporte            | Competición         |
| -------------------- | ------------------ | ------------------- |
| Oro                  |                    |                     |
| Miroslav Cerar       | Gimnasia artística | Caballo con arcos M |
| Branislav Simić      | Lucha grecorromana | 87 kg M             |
| Plata                |                    |                     |
| Equipo               | Waterpolo          | Torneo M            |
| Bronce               |                    |                     |
| Miroslav Cerar       | Gimnasia artística | Barra fija M        |
| Branislav Martinović | Lucha grecorromana | 63 kg M             |